# Jean Salmon
Jean Salmon est un juriste international et un professeur de droit, en Belgique.

## L'enseignant

### À l'Université libre de Bruxelles
Docteur en droit de l'Université libre de Bruxelles (ULB) en 1954 et de l'Université de Paris, en droit public international en 1957, il enseigne de 1961 à 1996 à l'Université Libre de Bruxelles, principalement dans le domaine du droit international public.
Il est professeur émérite de cette université, depuis le 1er octobre 1996.

### Dans d'autres universités
Il enseigne aussi à l'Académie de droit international de La Haye entre 1967 et 1974, puis en 1982, à l'Institut des hautes études internationales de Paris en 1964, 1972 et 1986, à l'Université Lovanium de Kinshasa en 1966, à l'Institut de hautes études internationales à Genève en 1966 et 1970, à Cambridge en 1972, à l'Université de Géorgie de 1973 à 1977, à l'Institut d'études européennes, à l'École nationale d'administration de Nouakchott en 1976, à la Faculté de droit de Reims en 1978, à l'Université Lumumba à Moscou en 1984, à la Faculté de droit de Pékin en 1985, à Dubrovnik en 1985, à Bujumbura en 1988, à Hanoï en 1993, à Birzeit et Sarrebruck en 1996, à Beyrouth, Damas, Birzeit en 1997, à l'IUHEI de Genève en 1998-1999, au Centro internacional Bancaja de Castellón en Espagne en 2002.

## Le juriste international
Il devient conseiller aux Nations unies pour les réfugiés de Palestine de 1958 à 1961. Il est membre de plusieurs institutions qui concernent le droit international : Institut de droit international, Cour permanente d'arbitrage, Centre de prévention des conflits de la CSCE.
Il a conseillé le gouvernement mauritanien dans l'affaire du Sahara occidental, en 1975 ; le gouvernement malien dans le litige sur le différend frontalier (Burkina Faso/Mali) en 1984-1985 ; le gouvernement libyen dans l'affaire de l'application de la Convention de Montréal, en 1992 ; le gouvernement de Qatar dans l'affaire de la délimitation maritime et des questions territoriales entre Qatar et Bahreïn, en 1994-1995 et 2000, le Gouvernement des Iles Salomon dans les affaires relatives à l'usage des armes nucléaires en 1996 ; le gouvernement du Niger dans l'affaire du différend frontalier Bénin/Niger en 2003-2004 ; le gouvernement de la République démocratique du Congo dans l'affaire Activités armées sur le territoire du Congo (R.D.C. contre Ouganda) en 2003-2004 ; la Palestine, dans l'affaire Conséquences juridiques de l'édification d'un mur dans le territoire palestinien occupé (demande d'avis consultatif de l'Assemblée générale des Nations unies en 2004.
Il a été désigné par le Burundi, en 2000, juge dans l'affaire des Activités armées sur le territoire du Congo (République démocratique du Congo contre Burundi) et a présidé le Tribunal arbitral Burundi/Libye dans l'affaire Lafico contre Burundi, en 1990-1991. Il a été désigné comme arbitre par le Ministère des Affaires économiques belge dans l'affaire Belgique contre Office européen des brevets en 1995-1997.
Il est membre du comité de parrainage du Tribunal Russell sur la Palestine dont le début des travaux a été présenté le 4 mars 2009.

## Publications
De 1964 à 2003, il dirige la Revue belge de droit international.
- Le rôle des organisations internationales en matière de prêts et d'emprunts, prix des meilleures thèses de la Faculté de droit de Paris. Prix sur l'Organisation internationale (concours 1957) de la Dotation Carnegie, Londres, Stevens et Sons Limited, 1958
- Les difficultés financières de l'O.N.U. et les obligations des États membres, no 1. 2 de la Chronique de Politique étrangère, 1963 (ouvrage collectif sous sa direction).
- Les représentations et missions permanentes auprès de la C.E.E. et de l'Euratom, dans Les missions permanentes auprès des organisations internationales, tome 1, Bruxelles, Bruylant, 1971.
- La reconnaissance d'État : quatre cas : Mandchoukouo. Katanga. Biafra, Rhodésie du Sud, coll. U, série "Relations et institutions internationales", Armand Colin, Paris 1971.
- Le fait dans l'application du droit international, Recueil des cours de l'Académique de droit international, 1982-II, tome 175.
- Manuel de droit diplomatique, Précis de la Faculté de droit, ULB, Bruxelles Bruylant, 1994.
- Dictionnaire de droit international public (directeur de la publication) Bruxelles, Bruylant 2001.
- Le droit international à l'aube du XXIe siècle, Cours Euro-méditerranéens Bancaja de droit international, Valencia, Tirant lo blanch, 2002.

## Distinctions
Il est fait docteur honoris causa de l'Université de Reims en 1978.

## Sources
Biographie détaillée sur le site du Centre de droit international de l'Université libre de Bruxelles